# Objaw zbiornika
Objaw zbiornika – występujący przy płynotoku nosowym związany jest z wyciekiem i nagromadzeniem się płynu mózgowo-rdzeniowego w zatoce przynosowej (klinowej lub komórkach sitowych). Przy pochyleniu głowy ku przodowi zatoka opróżnia się z płynu, który wycieka przez jamę nosową na zewnątrz. Czasami pomimo nagromadzenia płynu w zatoce, może się ona nie opróżniać z zalegającego w niej płynu. Może być to związane z obrzękiem ujścia zatoki przynosowej na skutek nieżytu nosa.